# CC 14100
Les CC 14100 constituent une série d'anciennes locomotives électriques de la SNCF construites pour l'électrification de la transversale Nord-Est entre Valenciennes et Thionville en 1954 et destinées essentiellement au trafic des marchandises lourd (minerai de fer, charbon, coke, etc.).

## Description
Les CC 14101 à CC 14202 ont été construites de 1954 à 1957 par ALSTHOM à Belfort 87 locomotives  Fives-Lille/CEM.15 locomotives  Elles ont été surnommées « fers à repasser » du fait de leur cabine de conduite centrale comme les BB 12000, BB 13000 et CC 14000. Contrairement à leurs sœurs CC 14000 équipées d'un équipement mono-triphasé, les CC 14100 disposent d'un système utilisant un convertisseur tournant (technologie abandonnée du fait des progrès de l'électronique de puissance), décrit ci-dessous. Elles sont destinées uniquement à la traction des trains lourds de marchandises, du fait de leur vitesse limitée à 60 km/h (pour autant, elles ont aussi tracté quelques rares trains d’ouvriers, c’est en cela que certaines machines avaient été équipées du chauffage-train). 
La SNCF a demandé à différentes sociétés de développer différents systèmes de motorisation pour ces quatre séries de machines (BB 12000, BB 13000, CC 14000 et CC14100), afin d'évaluer laquelle serait la meilleure. 
La CC 14100, étudiée par Alsthom, utilise le procédé suivant. Le courant monophasé 25000 V 50 Hz alimente un transformateur qui abaisse la tension à 3000V pour alimenter un moteur synchrone. Ce moteur entraîne à vitesse de rotation constante deux génératrices à courant continu qui alimentent à leur tour les six moteurs de traction câblés en parallèle. Contrairement aux CC 14000, qui utilisent des moteurs asynchrones sur les bogies, les CC 14100 utilisent des moteurs à excitation série. Ces moteurs présentent le double avantage de fournir un très grand couple de démarrage et de permettre un contrôle fin de l'antipatinage grâce aux shunts d'excitation. Par ailleurs, leur alimentation par l'intermédiaire des génératrices à courant continu permet de faire varier la tension d'alimentation des moteurs en jouant simplement sur l'excitation des génératrices. À la différence des CC 14000, où le pilotage des moteurs se faisait sur le circuit de puissance (impliquant donc des composants de grande taille), la commande des moteurs des CC 14100 se fait essentiellement via des circuits de puissance modérée, avec des composants plus petits et moins soumis à l'usure.
Le couple de ces locomotives était exceptionnel. À titre d'exemple, lors d'essais publics, une CC 14100 a décollé un train de 1850 tonnes en rampe de 11 mm/m, et un train de 3500 tonnes en rampe de 5 mm/m.
En revanche, l'inscription en courbe de ces locomotives était moins bonne qu'anticipé ; des essais visant à porter leur vitesse maximale à 80 km/h se soldèrent par une usure accélérée de la voie et de la machine ; si la fiabilité de ces locomotives était certes bien meilleure que les CC 14000, leur convertisseur tournant demandait un entretien fréquent en atelier.

## Services effectués
Les CC 14100 ont tracté les trains du régime ordinaire (RO) mais surtout des trains complets entre les centres d'extraction des pondéreux (fer, houille, coke, chaux...) et les hauts-fourneaux ou les usines sidérurgiques. Elles évacuent aussi les résidus sidérurgiques. Elles circulaient sur : 
- Dunkerque - Lens - Valenciennes - Longuyon - Thionville - Bouzonville -  Béning - ForbachForbach
- Hazebrouck - Lille - Valenciennes
- Bettembourg (L) - Thionville - Metz - Pompey
- Metz - Béning
- Longwy - Longuyon - Conflans-Jarny - Onville - Pagny-sur-Moselle
- Thionville - Apach
- Conflans-Jarny - Hagondange
- Audun-le-Roman - Villerupt - Longwy
- Audun-le-Roman - Bouligny - Baroncourt
- Audun-le-Roman - Tucquegnieux - Auboué
- Fontoy - Audun-le-Tiche

Sur les courtes antennes suivantes :
- Velosnes - Ecouviez (B)
- Hayange - Algrange
- Hettange-Grande - Entrange
- Hargarten-Falck - Überherrn (D)
- Somain - Azincourt
- Douai - Corbehem
- Béthune - Lapugnoy
- Longwy - Athus (B)

Plus rarement sur les lignes suivantes :
- Aulnoye - Jeumont
- Charleville - Reims
- Pompey - Nancy - Blainville
- Lille - Lens
- Lille - Douai
- Longwy - Differdange (L)
- Bettembourg (L) - Esch-sur-Alzette (L)
- La dernière circulation d'une locomotive de ce type avec la CC 14125 a eu lieu la nuit du 30 au 31 mai 1997 (Woippy - Bettembourg - Thionville - Forbach avec retour comme véhicule à Thionville).

## Dépôts titulaires
- Mohon (de 1954 à 1991, puis transfert à Thionville en juin 1991)
- Thionville (de 1956 à 1997)

## Machines préservées (2008)
- CC 14161, depuis mars 1994 en monument extérieur à Conflans-en-Jarnisy (Meurthe-et-Moselle)[4]
- CC 14183, depuis 1998 au Musée de la mine à Petite-Rosselle

## Modélisme
Cette locomotive a été reproduite en HO par la firme  Lima en livrée bleue et en livrée verte dans les années 1990. Hornby-Jouef a commercialisé, en novembre 2014, un nouveau modèle dans les deux livrées bleue (CC14111) et verte (CC14132), digitalisées (avec son) ou analogiques.
Elle a été reproduite également en échelle N par GUARNIERO Voorhout Holland, en laiton + bronze, en livrée bleue et en livrée verte. Ces modèles sont rares et ont une cote assez élevée; (voir le site technique et référencements de Guarniero).

## Galerie Photos

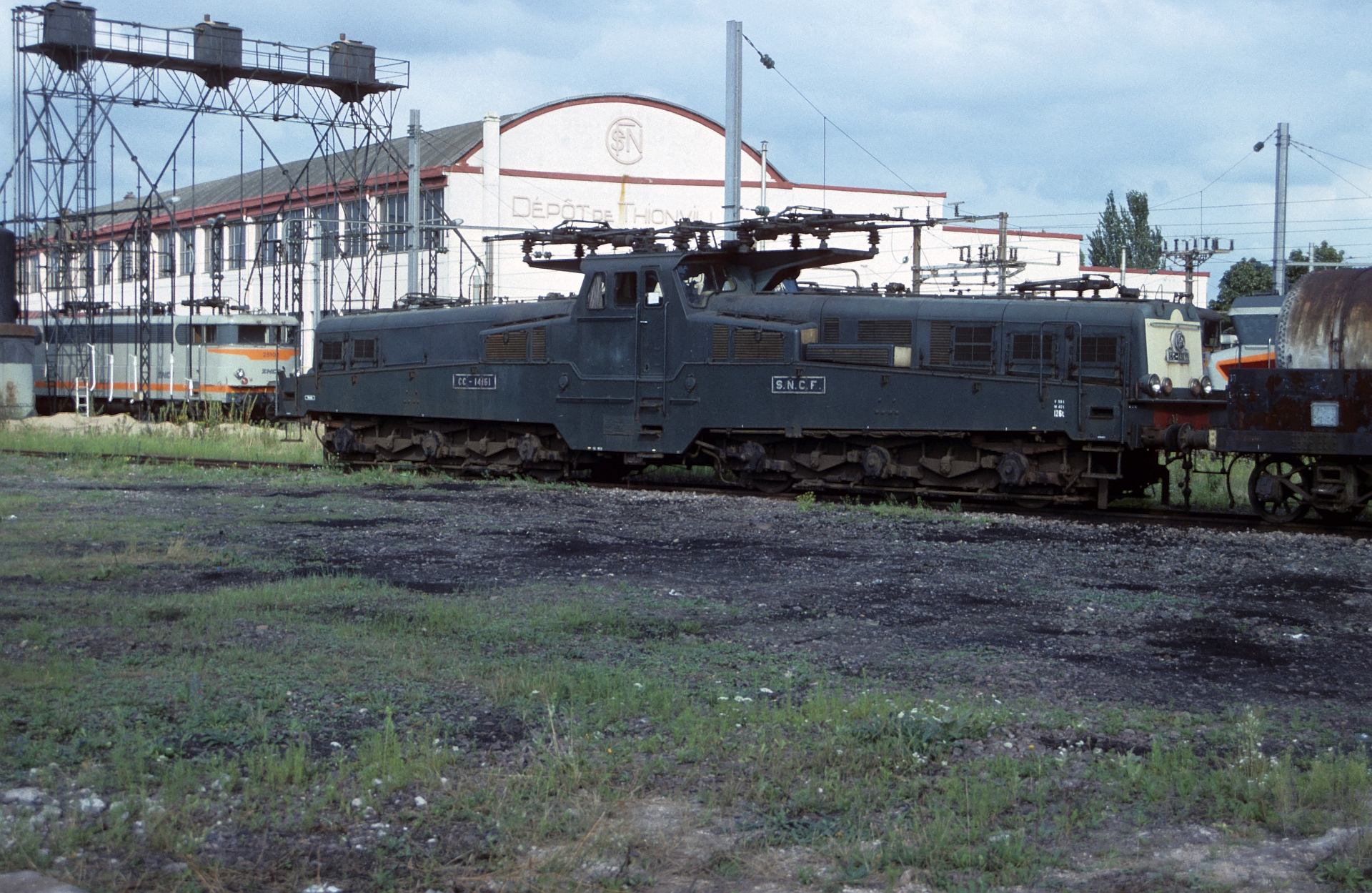
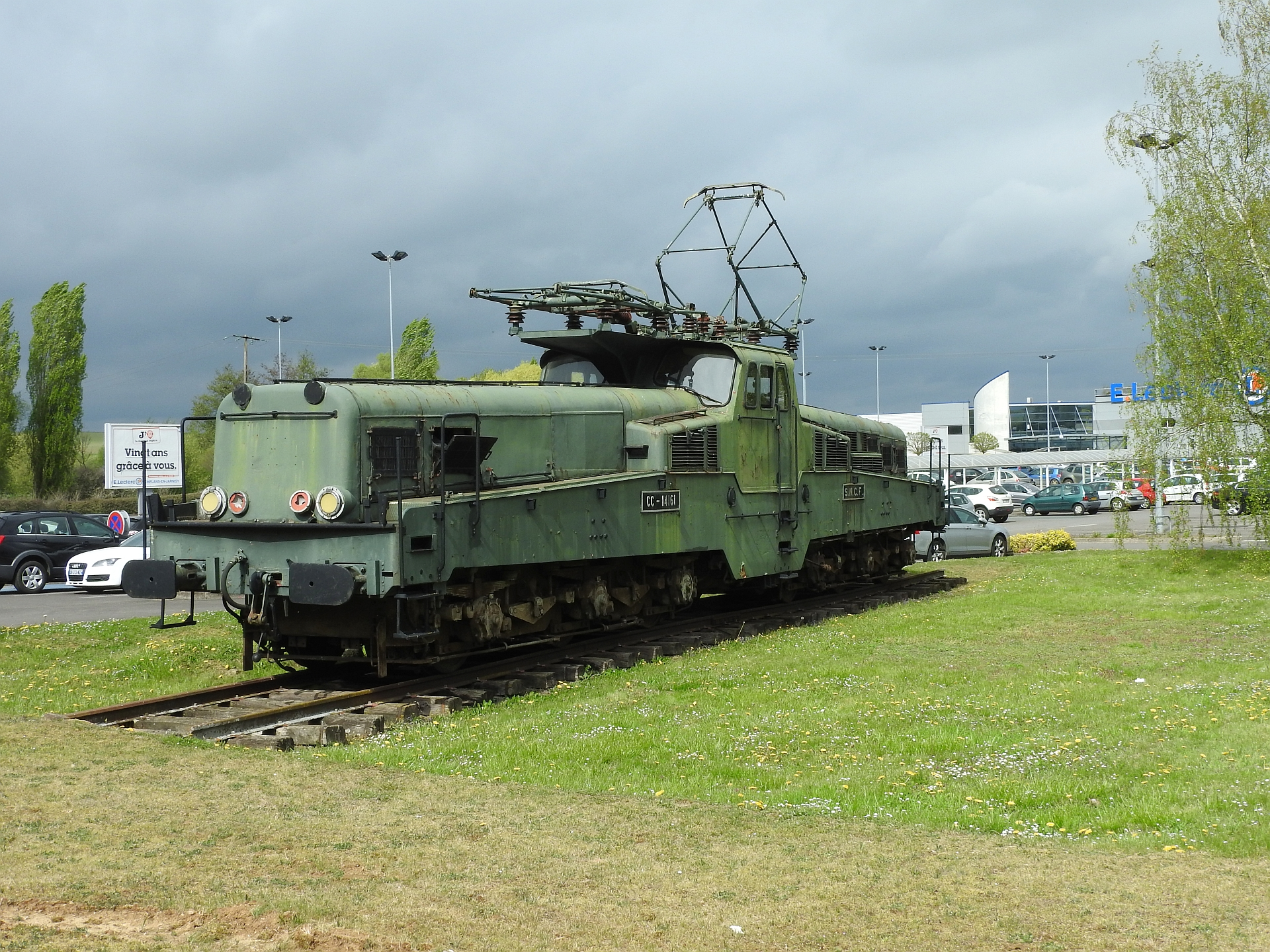
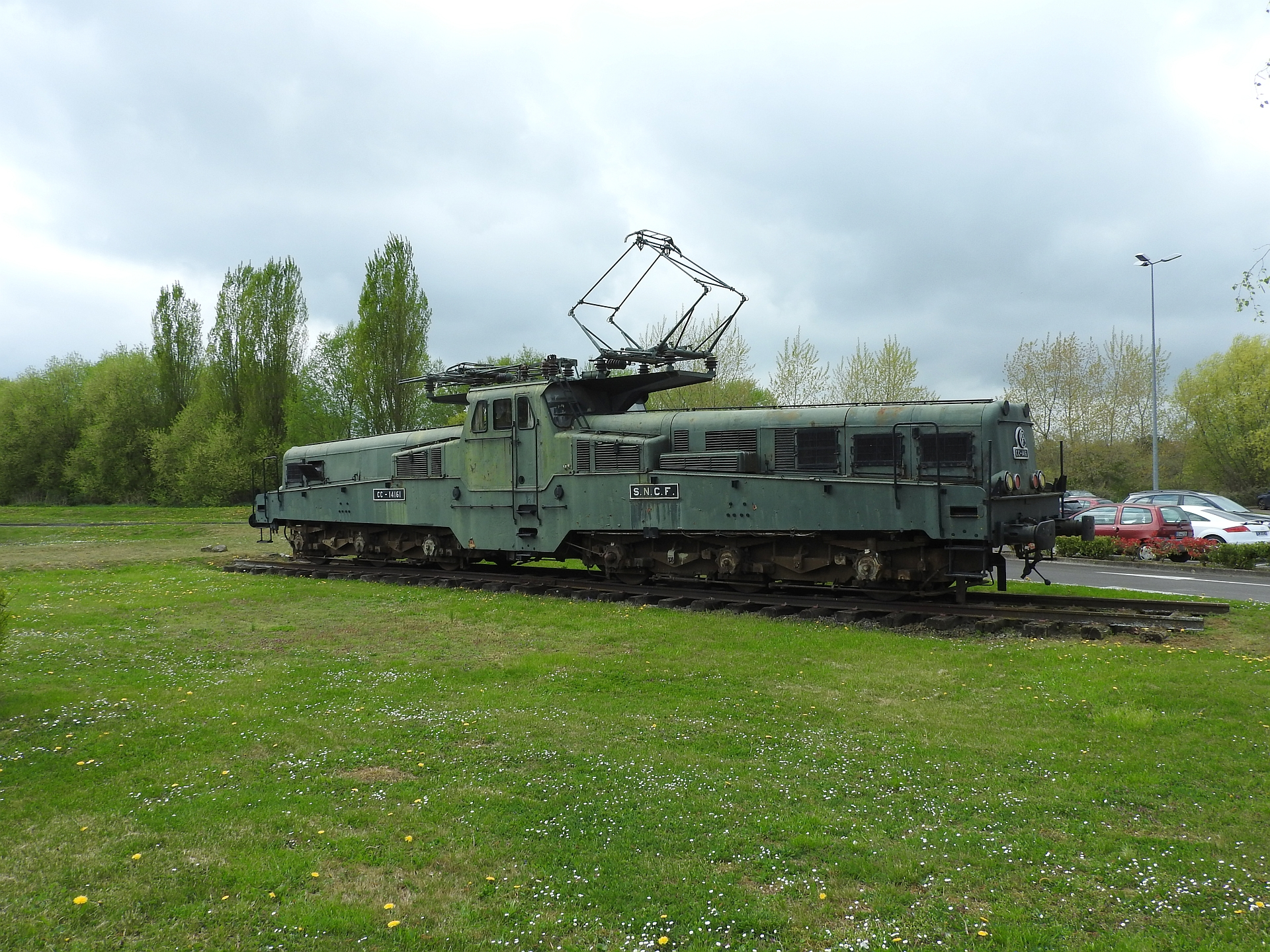
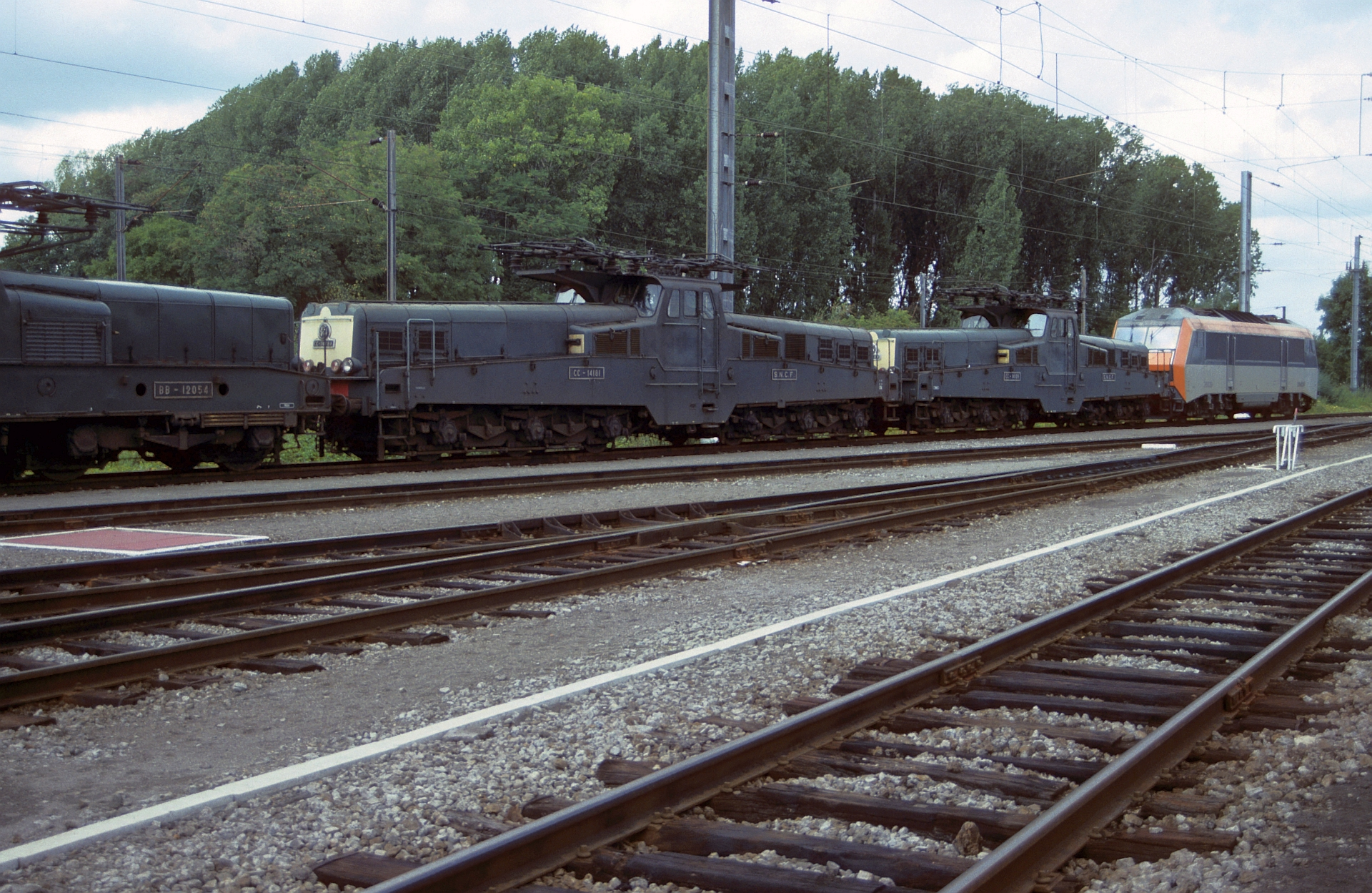
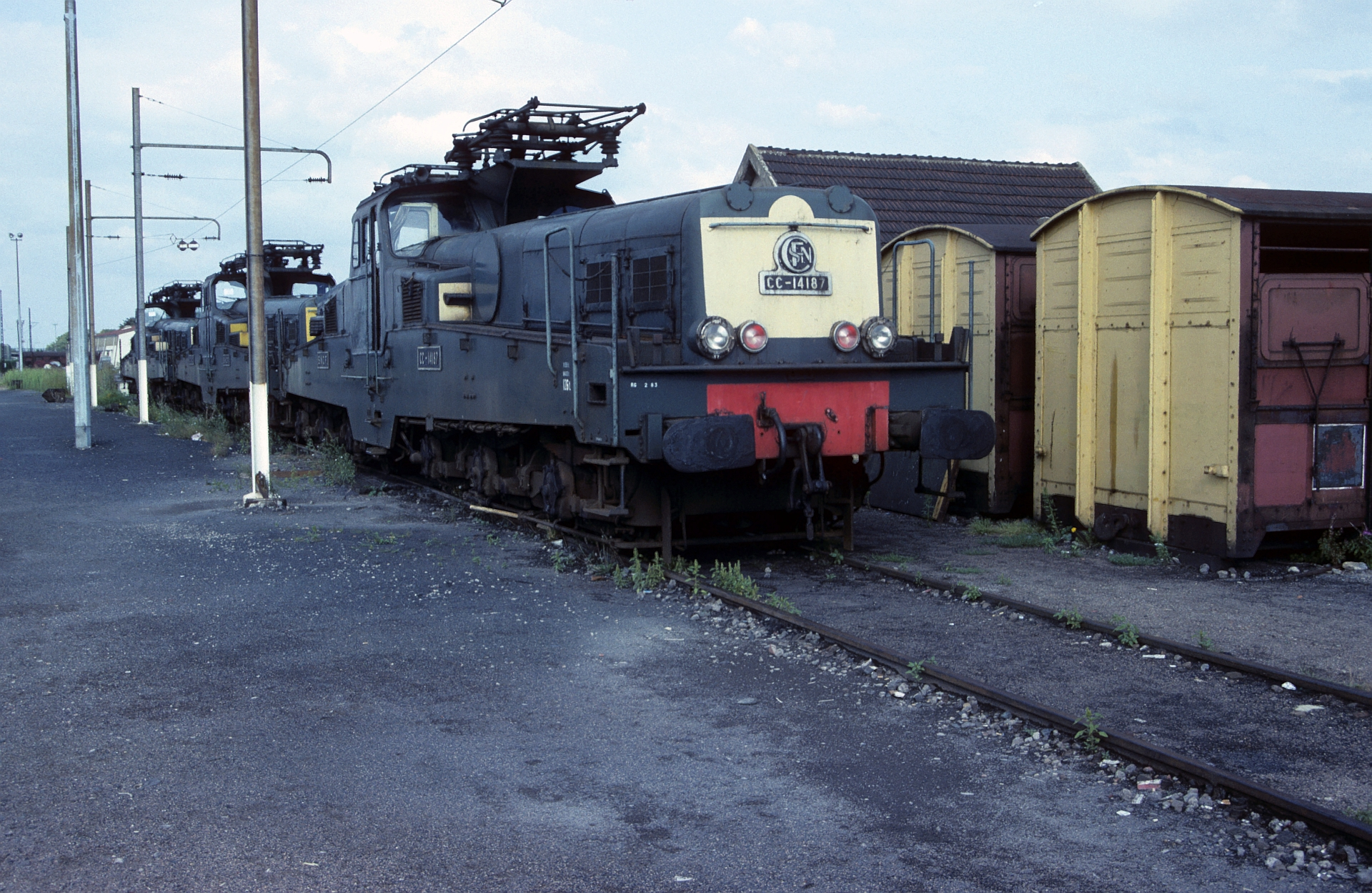
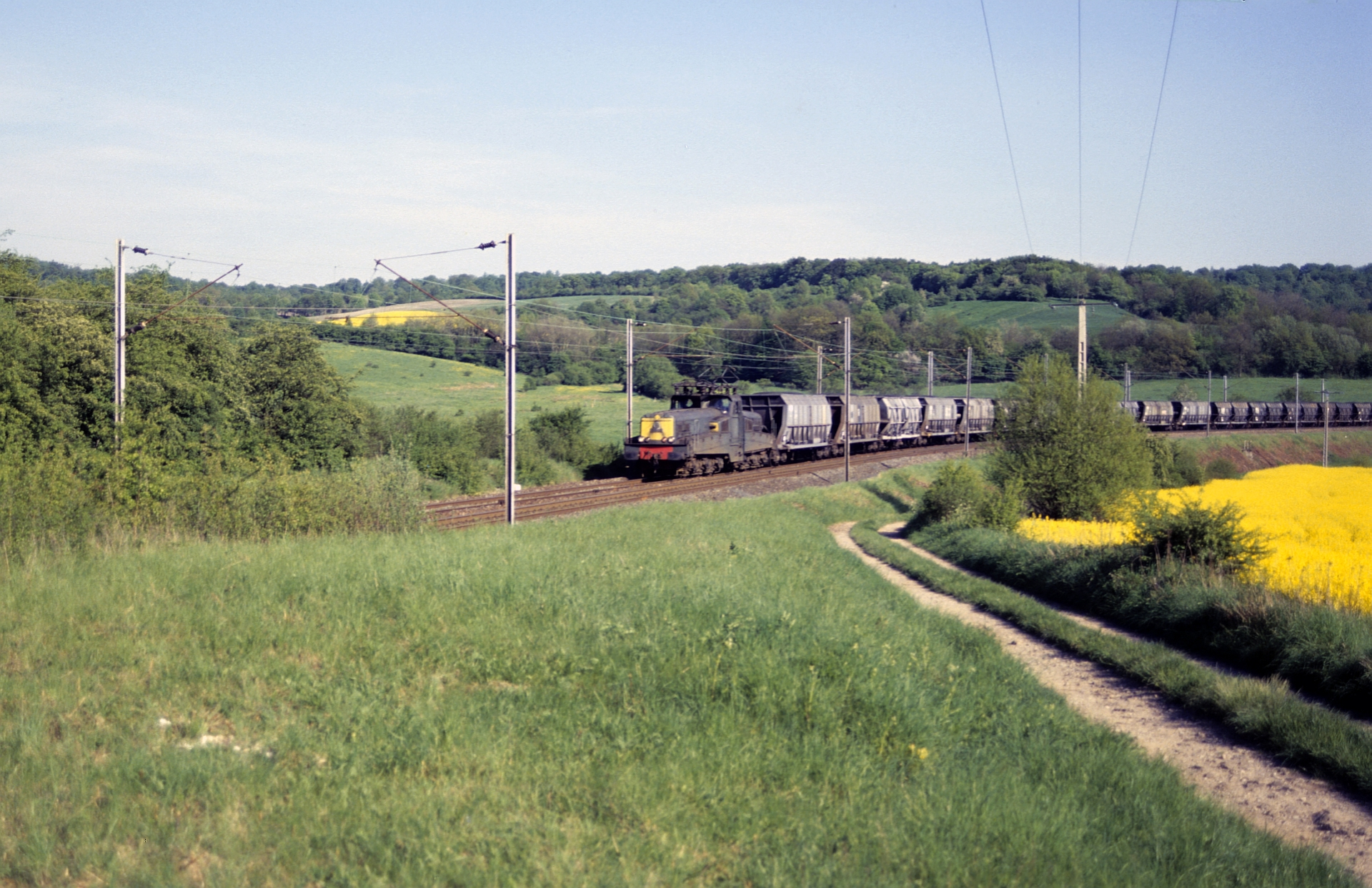